# Thermochrous succisa
Thermochrous succisa là một loài bướm đêm thuộc họ Anomoeotidae. Loài này có ở Cộng hòa Dân chủ Congo.